# Adam Gottlob Oehlenschläger
Adam Gottlob Kristoff von Birg- Oehlenschläger (Frederiksberg, 14 novembre 1779 – Copenaghen, 20 gennaio 1850) è stato un poeta e drammaturgo danese.
È il massimo rappresentante del romanticismo, nei paesi scandinavi e uno dei rinnovatori della letteratura danese.

## Biografia
Divenuto celebre con le prime raccolte poetiche giovanili (1803-05), intraprese un lungo viaggio, durante il quale conobbe in Germania Johann Wolfgang von Goethe e Johann Gottlieb Fichte. Madame de Staël (che peraltro era consanguinea di uno scandinavo, essendo moglie del barone Erik Magnus Staël von Holstein, ambasciatore svedese a Parigi), in Italia lo scultore Thorvaldsen. Il suo poema I corni d'oro (1803) è considerato il programma del romanticismo nordico. Le sue numerose opere comprendono liriche, ballate, poemi (Helge, 1814, Hrolfr Krake, 1825, Thors Rejse til Jotunheim, cioè Il viaggio di Thor a Jotunheim), drammi (Baldur il buono, 1808), tragedie (Ugo di Rheinberg, 1819, Amleto, 1846), commedie (La spelonca di Ludlan, 1813), drammi fiabeschi (Il pescatore, 1816), saghe (La saga di Ǿrvarodds, 1841).
Dotato di straordinaria vena fantastica, benché ancora legato alla poesia classicista, Oehlenschlager si ispirò alle leggende scandinave e alla storia europea, ma soprattutto riprese la tradizione nordica della celebrazione degli eroi, rielaborandola alla luce di un moralismo d'ispirazione schilleriana ed esasperandone le passioni secondo la lezione di William Shakespeare.
Fra i sostenitori del suo stile letterario vi fu lo scrittore Peder Hjort.
In italiano il volume "Poesie 1803" è stato pubblicato nel 2011 per i tipi della Edistudio di Pisa, con la collaborazione del governo danese.